# 펜티 사말라티
펜티 사말라티(핀란드어: Pentti Sammallahti 펜티 삼말라흐티[*], 1950년 ~ )는 핀란드 출신의 사진가이다.

## 생애
사말라티는 1900년대에 헬싱키 신문 《카이쿠》(Kaiku)에서 사진 전문 기자로 활동했던 친할머니 힐더 라르손의 사진들을 보며 어린 시절을 보냈다. 그리고 아홉 살이 되던 해, 아버지와 함께 헬싱키에서 열린 <Family of Man> 그룹 전을 방문한 뒤 사진가가 되기로 결심했다. 1971년, 20세의 나이에 첫 개인전을 가진 뒤 전문 사진 작가로 한길을 걸어왔다.
2012년, 14살 때부터 30년 동안 찍은 작품들을 회고하는 사진집 <Here, Far Away>를 영어, 프랑스어, 독일어, 이탈리어, 스페인어, 중국어 등의 언어로 번역하여 여러 나라에서 동시에 출간하였다.
프랑스 사진 작가 앙리 카르티에 브레송은 2004년, 그의 재단 취임식에서 사말라티를 가장 좋아하는 사진가 100인 중 한 명으로 꼽기도 하였다. 형인 페카 사말라티(Pekka Sammallahti)는 핀란드의 언어학자이다.

## 작품 세계
펜티 사말라티는 헬싱키에 있는 본인의 암실에서 아주 정교한 과정을 거치며 아직까지도 혼자서 직접 인화작업을 한다. 그의 사진들은 동물들을 통해 비춰지는 세상의 아름다움과 감수성을 포착한 초자연적인 느낌을 자아낸다. 그의 사진 속에 등장하는 동물들은 마치 사람처럼 그의 사진 속으로 ‘떠돌듯이’ 걸어 들어왔다가 또 자연스레 사라진다는 점이 흥미롭다. 사말라티는 스스로를 북극, 고요, 추위 그리고 바다를 좋아하는 ‘방랑가’라 여긴다. 사진작가의 신분으로 폭넓은 여행을 해온 그의 여정은 고향인 스칸디나비아부터, 시베리아를 통해 구 소련, 일본, 인도, 네팔, 모로코, 터키를 거쳐 유럽 전역과 영국 그리고 남아프리카에까지 이르렀다. 이러한 여행경험은 1992년,  “The Russian Way” 라는 방대하고 가장 사랑 받는 시리즈를 탄생시켰고 그를 핀란드 현대사진예술을 대표하는 작가로 등극시켰다.
작가는 말한다. ‘작은 것이 아름답다. 암실에서의 일은 사진 촬영하는 것만큼이나 중요하다. 나는 장인이다.”  “나는 포인터 개처럼 사진 촬영할 시점을 기다린다. 운과 그 때 상황에 모든 게 달려있다. 겨울은 내가 가장 좋아하는 계절이다. 날씨가 나쁠수록 사진 촬영하기에는 가장 좋다. 나는 하루 중 해질녘을 제일 좋아한다. 묘한 빛이 비추는 -불어로는 개와 늑대 사이라고 표현하는 시간대이다.  세상의 가장 연약한 아름다움이 공격 당하는 느낌이다.  우리가 자연과의 연결고리에 주의를 기울이지 않는다면 살아있는 뭔가를 영원히 잃어버리게 될 것이다. 어느 날 바위섬에서 내 자신을 찾으며 깨달은 게 있다. 내 곁에 있는 돌이, 해변가에 있는 배가, 하늘을 떠다니는 구름이, 그림을 그리듯 날아가는 새들이 내게 말한다. 내가 사진을 찍는 것이 아니라 이들을 받아들이는 것임을.”

## 전시
- Here far away – 여기 그리고 저 멀리, 2016.1.20~2016.2.28, 공근혜갤러리